# Кизим Леонід Денисович
Леоні́д Дени́сович Кизи́м (*5 серпня 1941, Лиман Донецької обл. — †14 червня 2010) — радянський український космонавт, двічі Герой Радянського Союзу.

## Життєпис

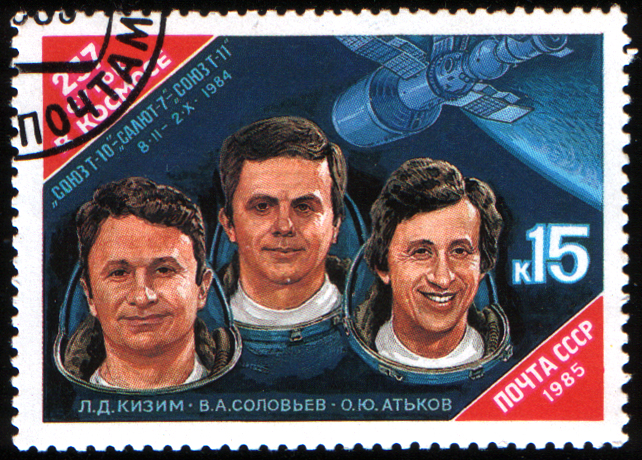
Марка СРСР «Дослідження, проведені космонавтами Л. Д. Кизимом, В. О. Соловйовим та О. Ю. Атьковим на орбітальному комплексі „Союз Т-10“ — „Салют-7“ — „Союз Т-11“» (1985)

Вчився в середній школі, яку закінчив в 1958 році. Після школи вступив в Чернігівське вище військове училище льотчиків, яке закінчив в 1963 році. Служив в Військово-повітряних силах СРСР.
До загону космонавтів (Група ВПС № 3) зарахований у 1965 році. В загоні пройшов повний курс загальнокосмічної підготовки, а також курс підготовки до польотів на космічних кораблях «Союз» і «Союз Т», орбітальній станції «Салют». Паралельно з підготовкою вчився в Військово-повітряній академії (ВПА) ім. Ю. А. Гагаріна, яку закінчив в 1975 році.
Перший політ у космос здійснив на космічному кораблі «Союз Т-3» як командир корабля. В екіпаж також входили Олег Григорович Макаров і Геннадій Михайлович Стрекалов. Політ проходив з 27 жовтня по 10 листопада 1980 року. За час польоту екіпажем був виконаний комплекс ремонтних робіт на борту станції «Салют-6». Загальний час перебування в космосі склав 12 днів 19 годин 7 хвилин і 42 секунди.
Другий політ в космос здійснив на космічному кораблі «Союз Т-10» як командир корабля. До складу екіпажу також входили Володимир Олексійович Соловйов та Олег Юрієвич Атьков. Політ проходив з 8 лютого по 2 жовтня 1984 року. Під час польоту, протягом 237 днів працював на борту станції «Салют-7». Приймав на борту станції дві експедиції: радянсько-індійську в складі Геннадія Михайловича Стрекалова, Юрія Васильовича Малишева і індійського космонавта Ракеша Шарми, а також екіпаж космічного корабля «Союз Т-12» — Ігоря Петровича Волка, Володимира Олександровича Джанібекова, Світлану Євгенівну Савицьку. Під час роботи на станції зробив шість виходів у відкритий космос (разом з Володимиром Соловйовим). Повернувся на Землю на космічному кораблі «Союз Т-11». Загальна тривалість другого польоту склала 236 днів 22 години і 49 хвилин, загальна тривалість перебування у відкритому космосі — 22 години 50 хвилин.

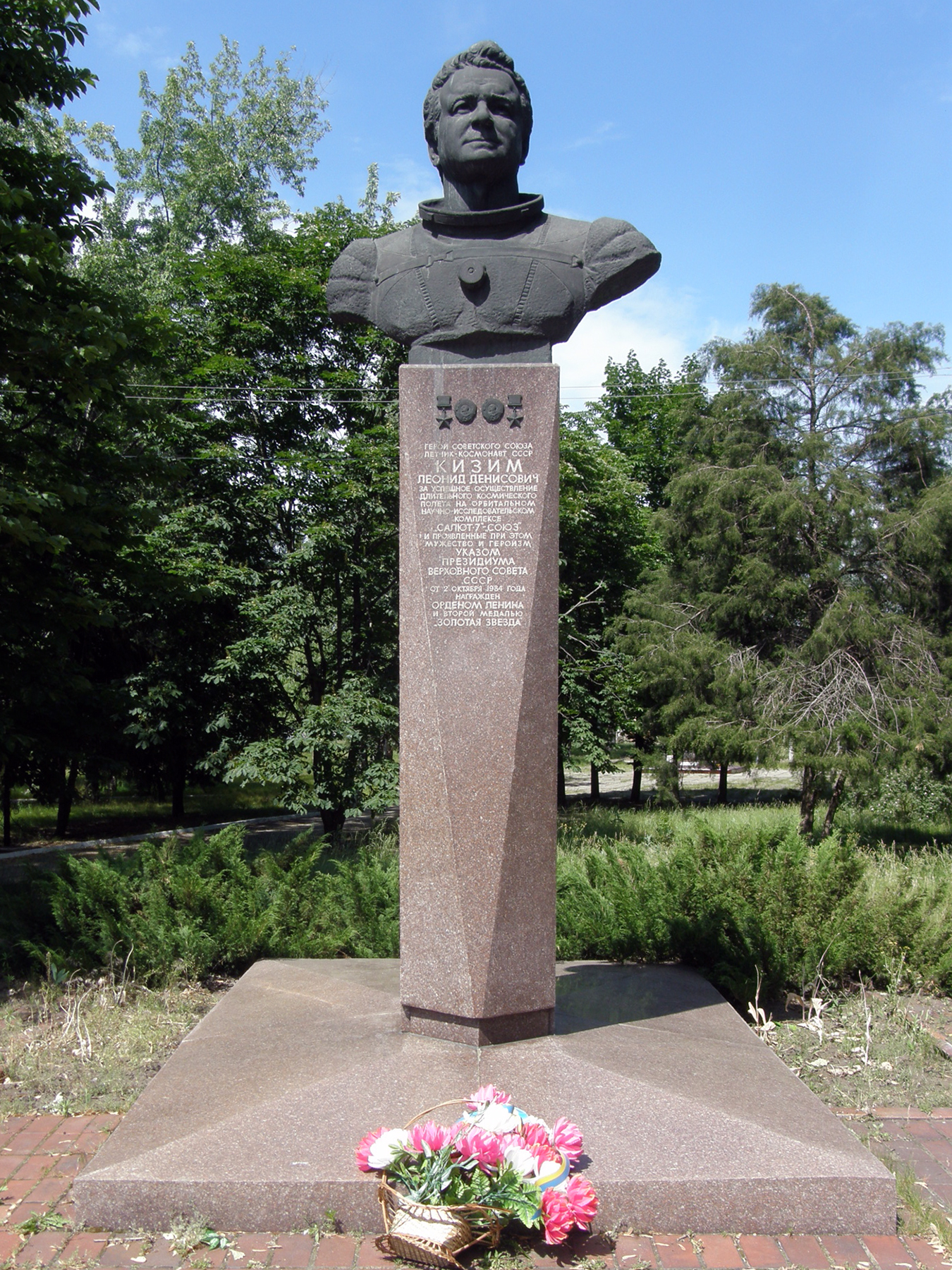
Пам'ятник Леоніду Кізіму в рідному Лимані. Установлений у 1987, скульптор В. П. Полонік, архітектор А. Л. Лукін

Третій політ здійснив на космічному кораблі «Союз Т-15» як командир корабля. До складу екіпажу також входив Володимир Соловйов. Політ проходив з 13 березня до 16 липня 1986 року. Під час польоту брав участь у роботах на орбітальних станціях «Салют-7» і «Мир». Загальна тривалість третього польоту склала 125 днів і 56 секунд.
Вийшов у відставку у 2001 році.
З 1992 року працював заступником командувача Військово-космічними силами Міністерства оборони Російської Федерації. Після — начальником Військово-космічної академії імені А. Ф. Можайського (Санкт-Петербург).
Був одружений, двоє дітей.
Помер 14 червня 2010 року.